# Валте
Валте (нід. Valthe) — село в нідерландській провінції Дренте. Входить до муніципалітету Боргер-Одорн.
Його площа становить 10,82 км², а населення станом на 2021 рік складало 1 220 осіб.
Перша згадка про населений пункт датується 1217 роком.

## Галерея

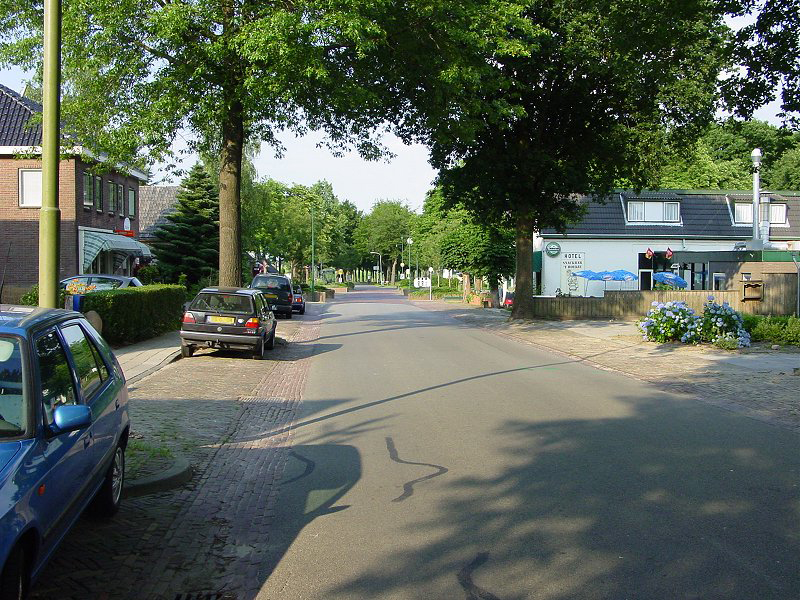
Вулиця у Валте
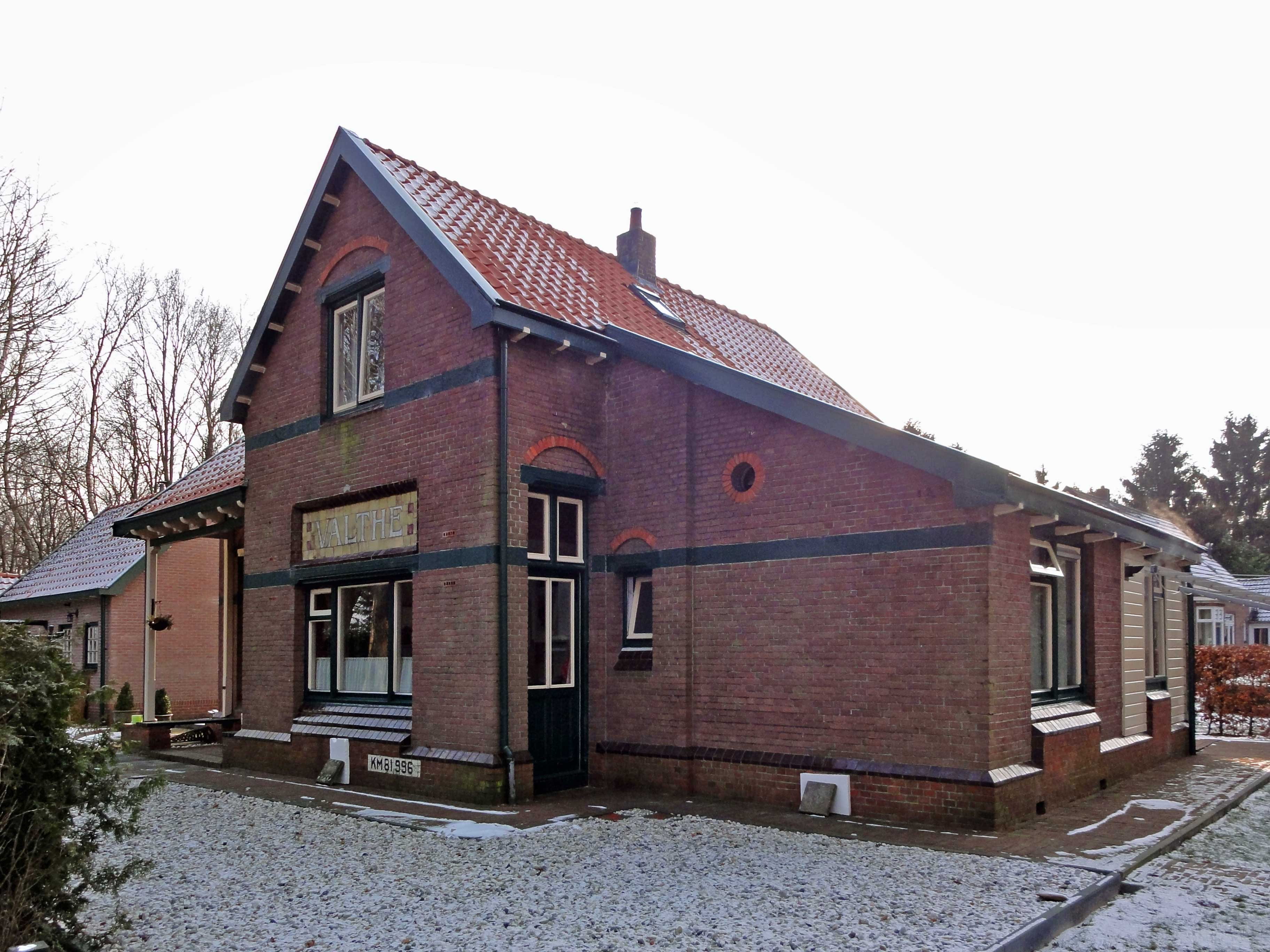
Будівля колишньої залізничної станції
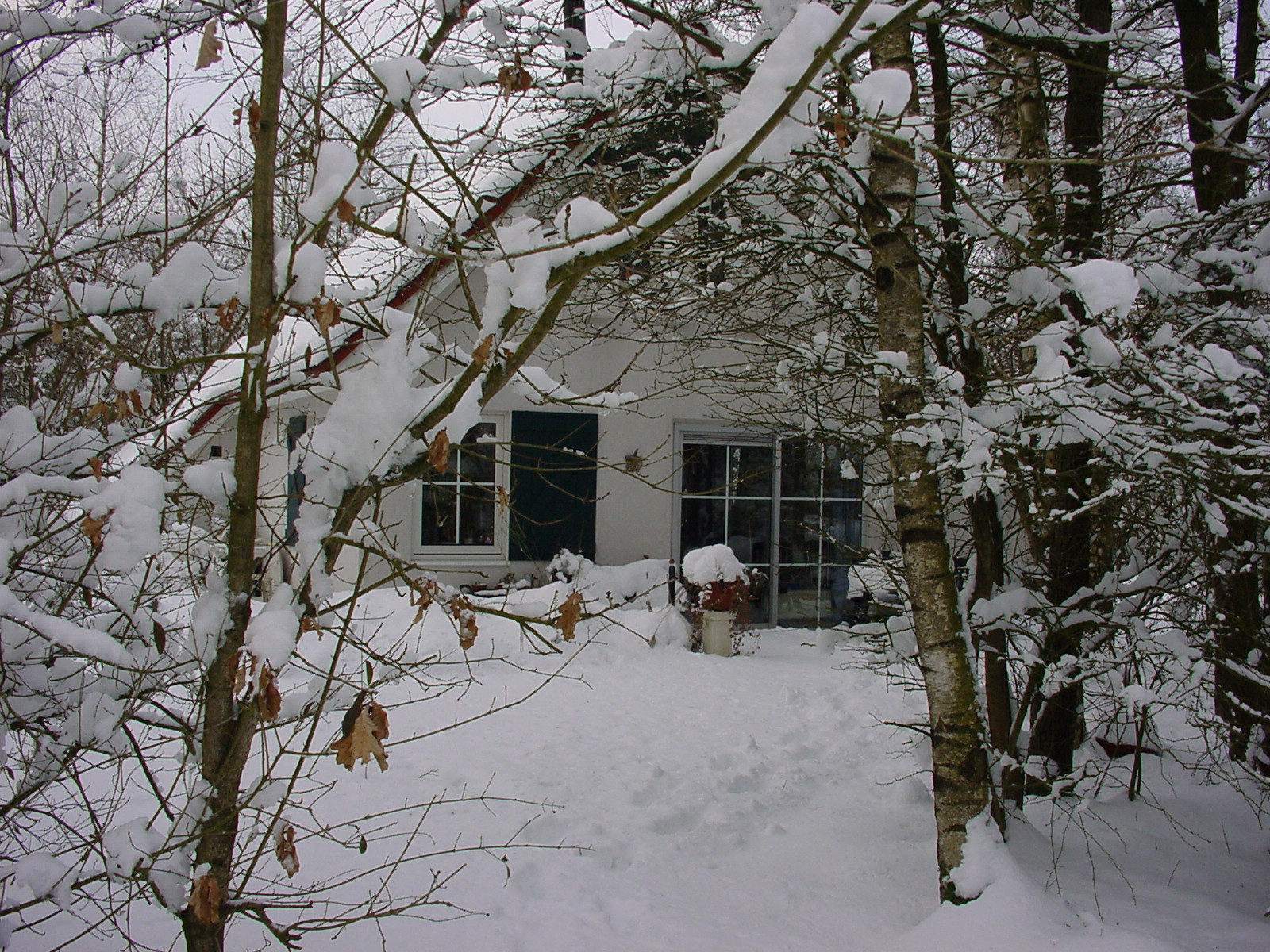
Ферма у селі
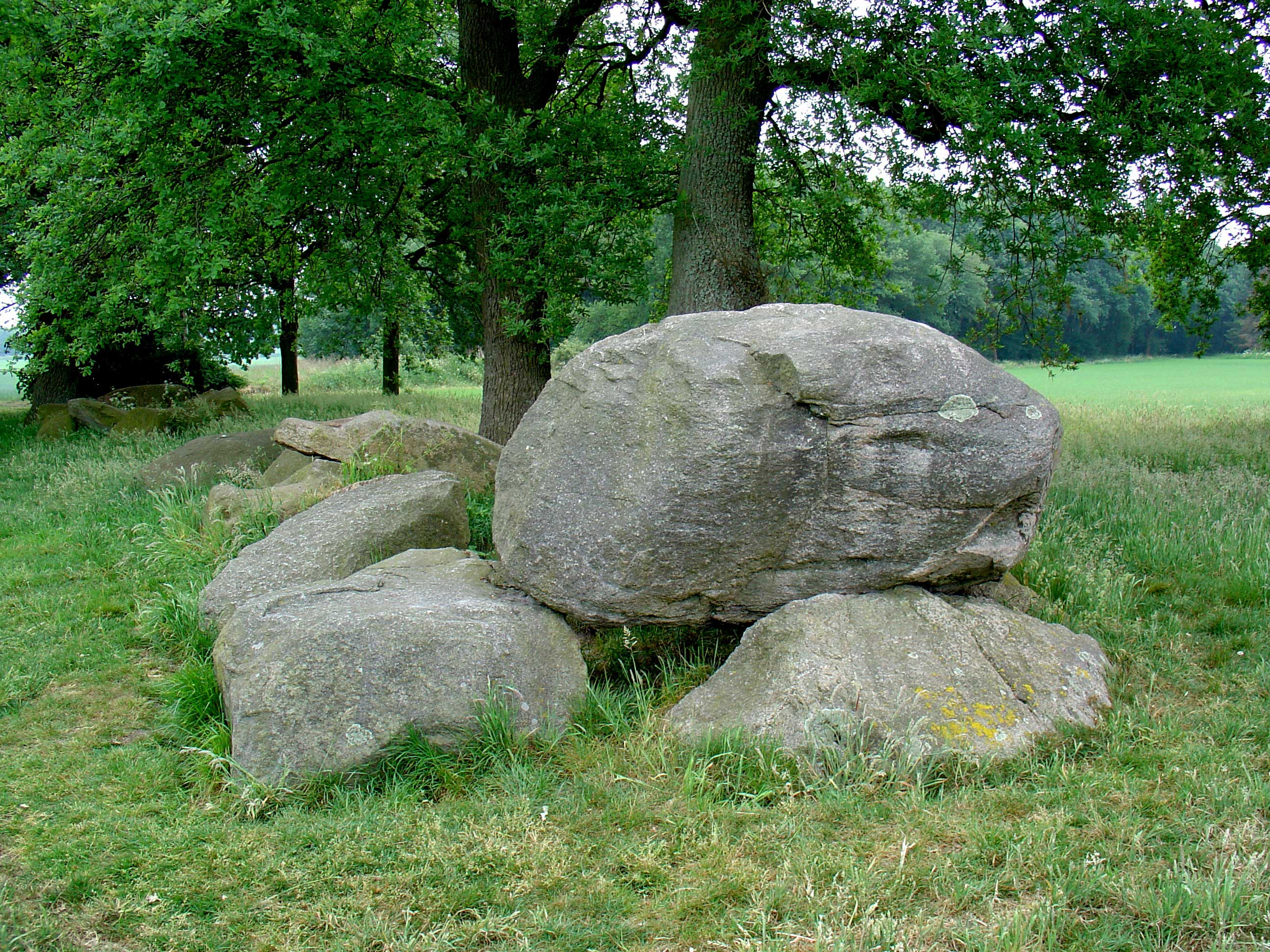
Дольмен у селі